# 许家崖水库
许家崖水库位于中国山东省临沂市费县，是以灌溉、防洪为主，兼有发电、供水、养殖等功能的大（二）型水库。水库名由时任山东省委书记舒同题字。